# Gerhard Paulson
Bror Gerhard Paulson, född 4 oktober 1909 i Göteborg, död 1 december 1997 i Fjällbacka i Bohuslän, var en svensk arkitekt.
Efter examen från avdelningen för Husbyggnad vid Chalmers tekniska institut 1936 var Paulson anställd vid privata arkitektkontor 1936–38, vid stadsplanekontoret i Göteborg 1938, länsarkitektkontoret i Västerås 1939, förste byråarkitekt vid stadsarkitektkontoret i Göteborg 1940–48, stadsarkitekt i Lysekils stad 1941–47 och byggnadskonsulent i olika bohuslänska kommuner 1941–47. Han blev vice stadsarkitekt i Göteborg 1948, var tillförordnad stadsarkitekt 1957–60 och stadsarkitekt 1961–75. Han var ledamot av stiftsnämnden i Göteborg 1949–79 och dess vice ordförande 1975–79.
Paulson anses ha räddat stora delar av Göteborgs kulturarv, då saneringsvågen närmast skövlade staden. Exempelvis ställde han sig på de protesterandes sida när striden om Avenyn 18 pågick. Huset skulle rivas, men Gerhard Paulson och hans medarbetare stod upp för det och numera är huset samt hela Kvarteret Örup byggnadsminne. När landshövdingehusen i Annedal riskerade att utplånas, ställde han sig på aktionsgruppernas sida. Han deltog i den första, omfattande renoveringen av 1880-talshusen i Vasastaden. Han förde en envis kamp för bevarandet av Kvilletorget, Gubbero samt innerstaden med sin 1600-talsstruktur. 
Paulson var med och formade Övre Johanneberg, i dag av riksintresse. Då Lundby gamla kyrka skulle få en modern tillbyggnad, och Riksantikvarien hade gett sin välsignelse, vände Gerhard Paulson sig direkt till Kungl Maj:t med krav på att beslutet skulle rivas upp. Han fick till slut rätt. Som ung student på Chalmers i oktober 1933 var Paulson med och grävde fram Äskekärrskeppet och gjorde originalritningar på vikingaskeppet. Gerhard Paulson fick Nordstjärneorden för sina insatser för Göteborg.
Gerhard Paulson var 1938–92 gift med Margit Paulson (1913–1992).